# Polewik

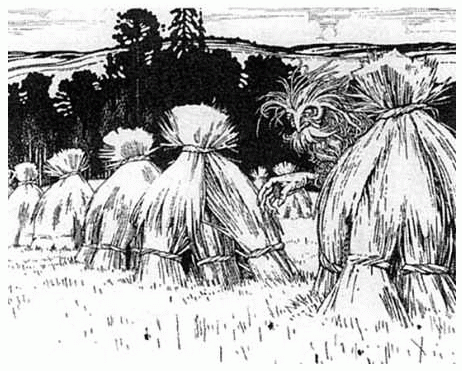
Polewik, rysunek Iwana Bilibina

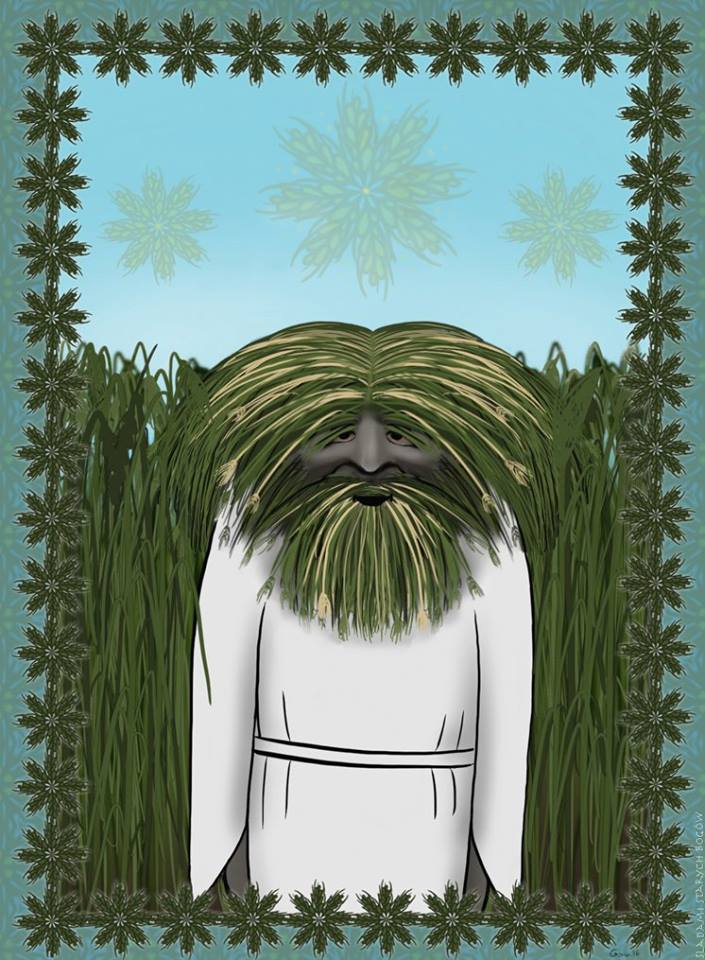
Polewik

Polewik lub polewoj – słowiański demon polny, żyjący w zbożu i opiekujący się nim. Męski odpowiednik południcy. Polewiki wyobrażano sobie jako niskich ludzi o ziemistej cerze i kłosami zbóż zamiast zarostu.
W południe i o zachodzie słońca polewik wychodził na miedzę. Napotkanych ludzi wodził na manowce, zaś śpiących w tym czasie na miedzy podduszał i deptał. Był szczególnie agresywny wobec napotkanych pijanych ludzi, których potrafił nawet zabić.
Podczas żniw przerażony polewik uciekał przed ostrzami sierpów, aż w końcu krył się w ostatnim zebranym snopku. Ten ostatni snop należało z honorami zabrać z pola i umieścić w kącie stodoły, gdzie polewik mógł przetrwać do następnej wiosny.